# Pietre runiche di Orkesta

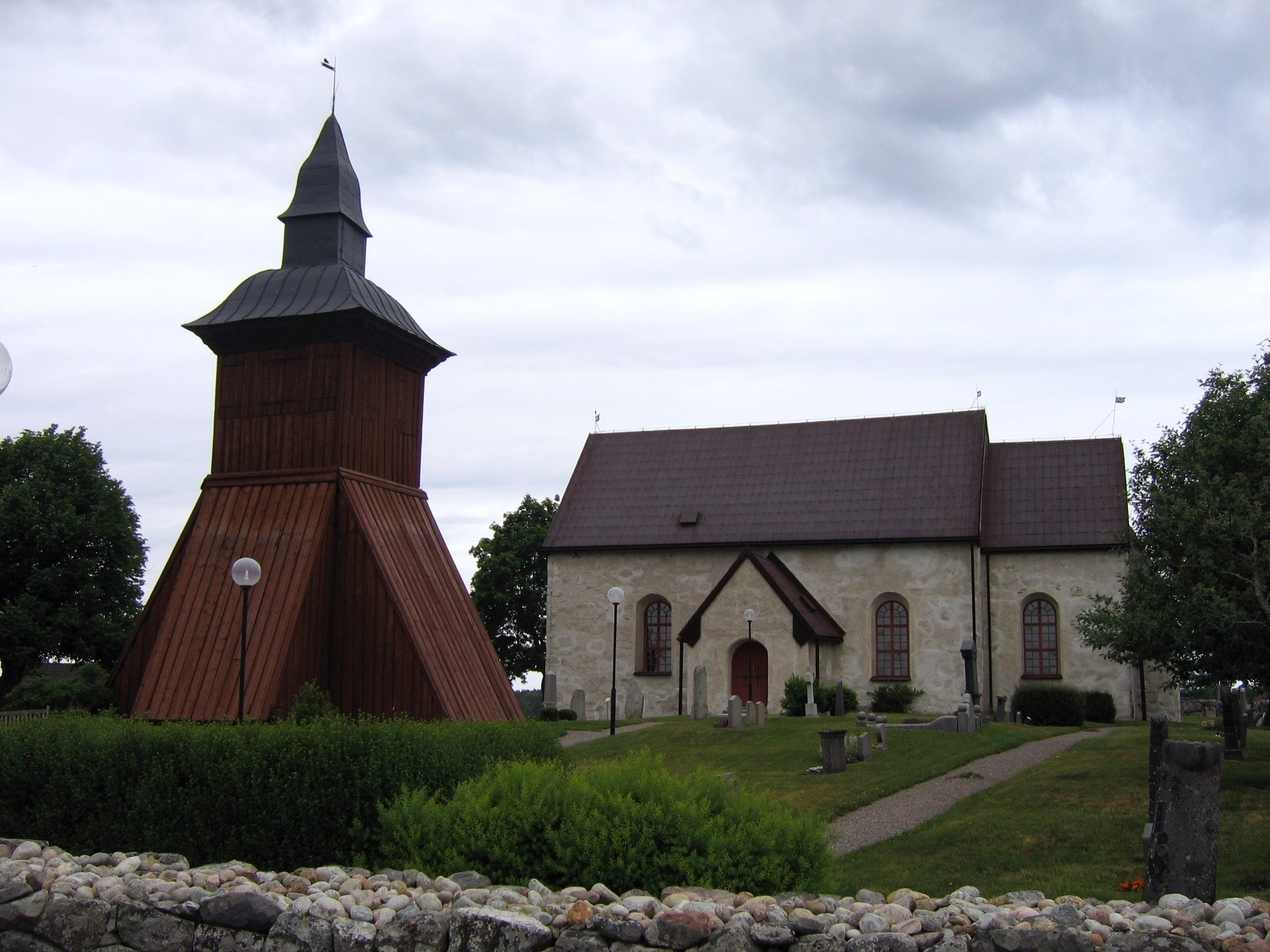
Chiesa di Orkesta.

Le Pietre runiche di Orkesta sono un gruppo di pietre runiche dell'XI secolo incise in norreno conservate nella chiesa di Orkesta sita a nord-est di Stoccolma, Svezia.
Alcune di questa pietre sono stare erette da, o in memoria di, Ulf di Borresta, un vichingo svedese che rientrò in patria dopo tre danegeld in Inghilterra. I leader delle tre spedizioni furono Skagul Toste (Tosti), Thorkell l'Alto (Þorketill) e Canuto il Grande (Knútr). Ulf di Borresta eresse anche le pietre runiche di Risbyle e fu menzionato nella pietra runica U 343 andata perduta.

## U 333

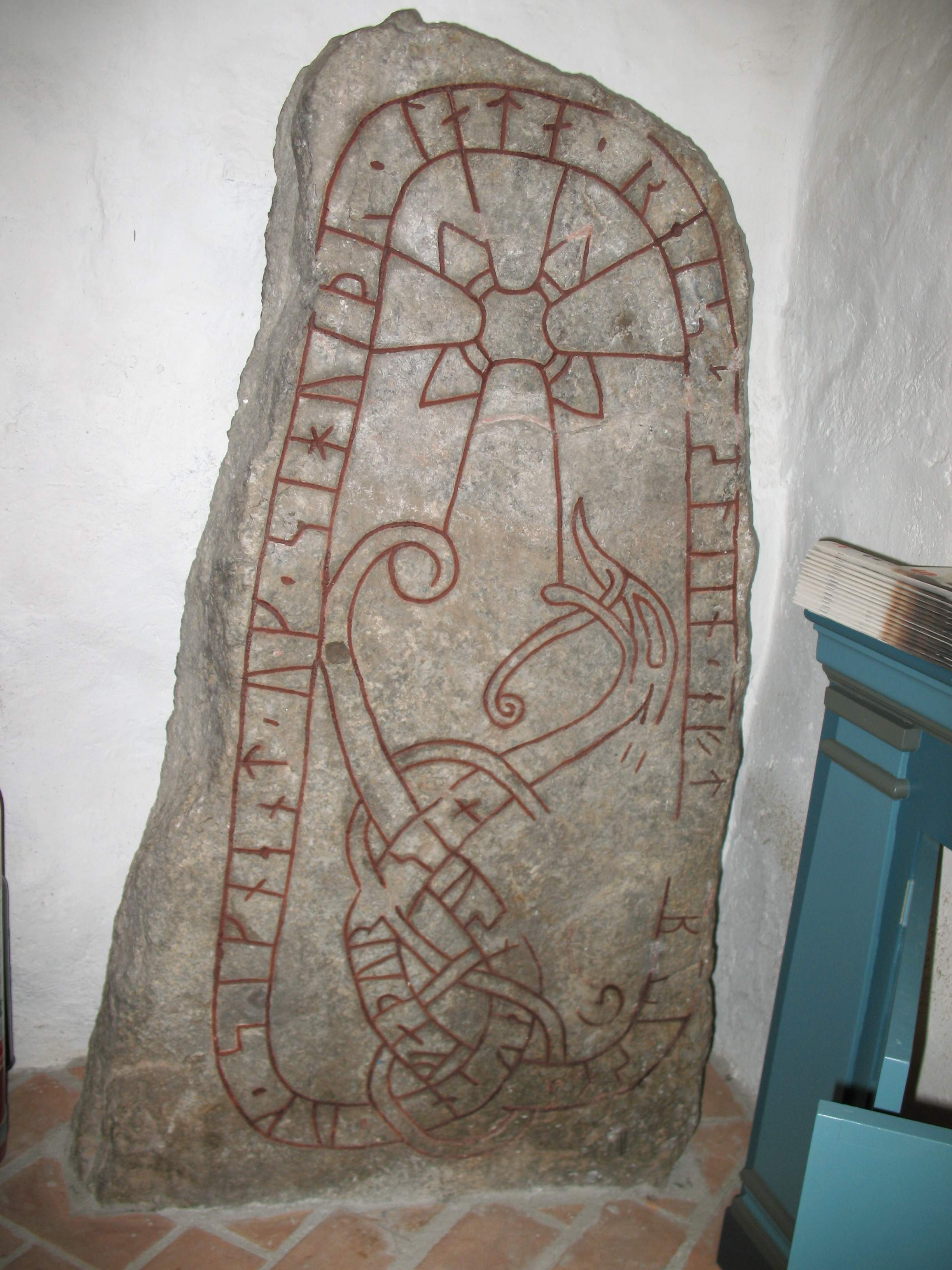
U 333.

### Traslitterazione in caratteri latini
usnekin ' uk ' sikne(o)t ' uk ' sihuiþ(r) ' lata ' reis(a) s(t)iin ' eft[R '] b[r](u)s(a) ' faþur sin

### Trascrizione in norreno
Osnikinn ok Signiutr ok Sigviðr lata ræisa stæin æftiR Brusa, faður sinn.

### Traduzione in italiano
Ósníkinn e Signjótr e Sigviðr eressero questa pietra in memoria di Brúsi, loro padre.

## U 334

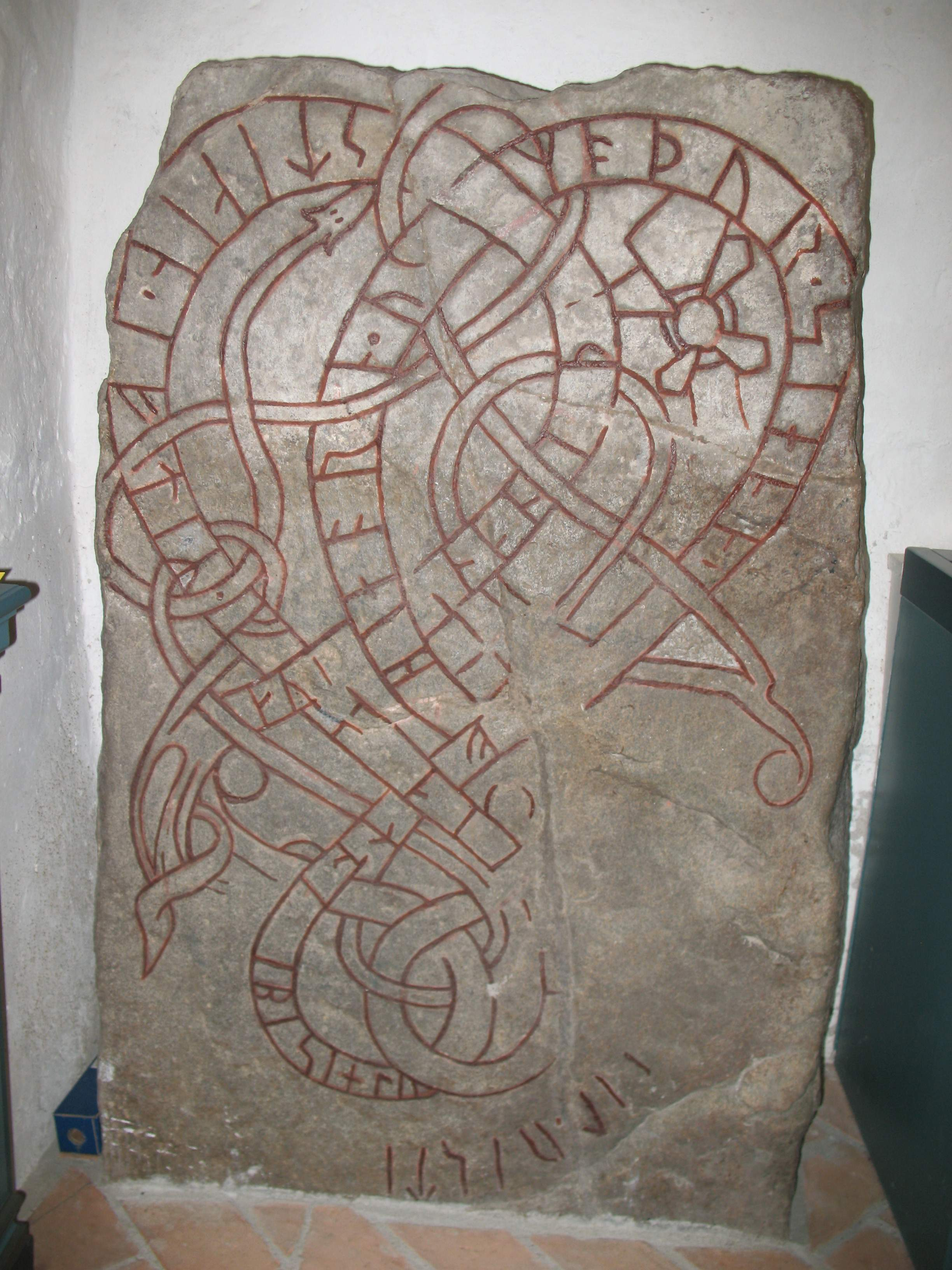
U 334.

### Traslitterazione in caratteri latini
(k)u[þs]n[o]n--þ[a]... stiain ' iftiR ' fa[þu]- ...[n] (b)iaorn * u(k) moþur * siena ' ...(f)(t)(n)-... ...-bi sialu ... [kt]il * risti

### Trascrizione in norreno
... stæin æftiR faðu[r] [si]nn Biorn ok moður sina ... [hial]pi sialu ... Kætill risti.

### Traduzione in italiano
... la pietra in memoria di suo padre Bjôrn e di sua madre ... possa aiutare l'anima ... Ketill incise.

## U 335

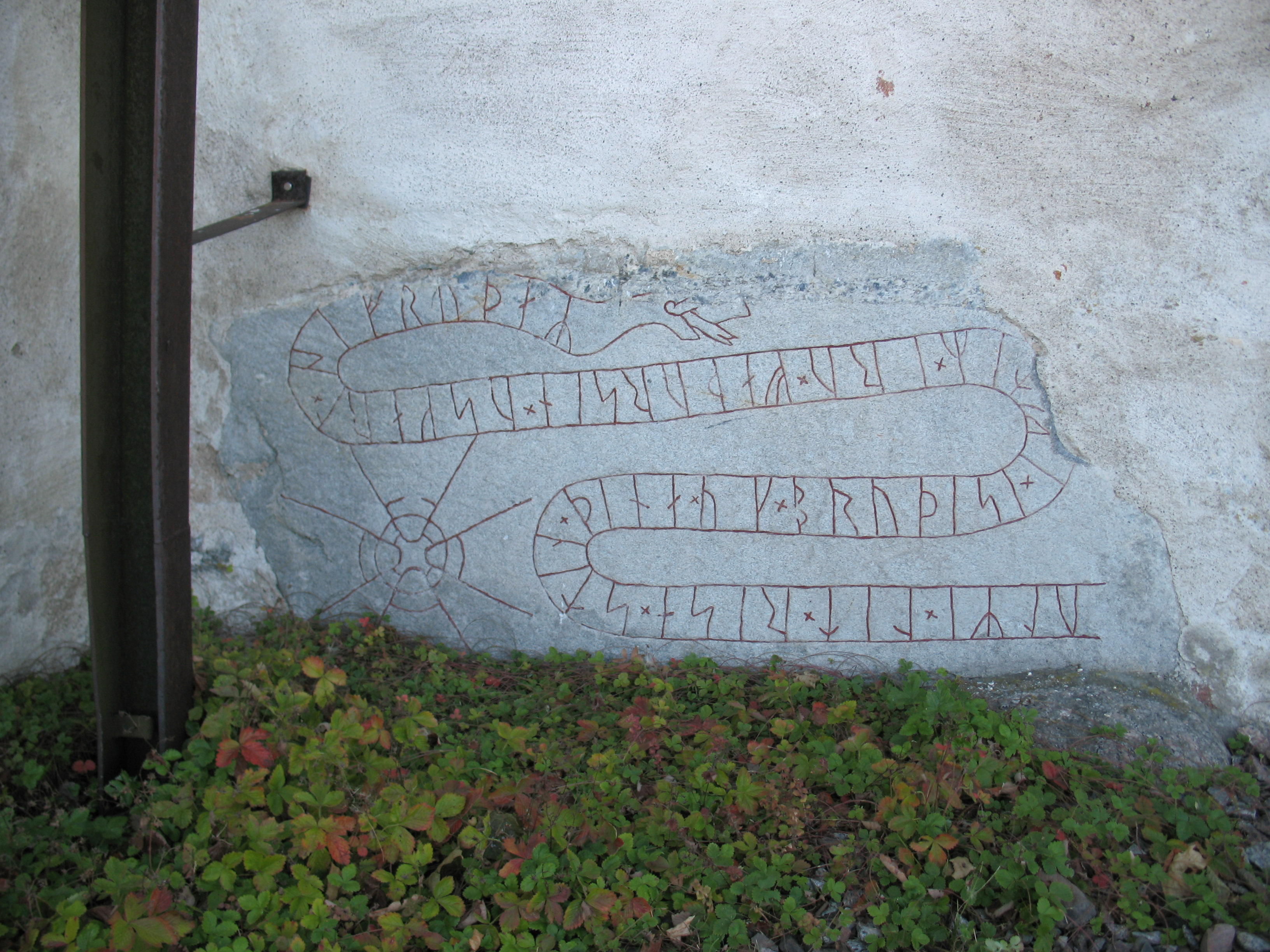
U 335.

Questa pietra runica fu eretta per commemorare la costruzione di un nuovo ponte da parte di un certo Holmi, che dedicò sia il ponte che la pietra a suo padre Hæra, huscarl del re Sigrøðr. Come molte altre pietre runiche, fu scoperta inglobata nel muro della chiesa, dove tuttora rimane.

### Traslitterazione in caratteri latini
ulmi × lit × risa × stin × þina × uk × bru þisi × i(f)tiR × iru × faþur sin × uskarl × sifruþaR

### Trascrizione in norreno
Holmi let ræisa stæin þenna ok bro þessi æftiR Hæru(?), faður sinn, huskarl SigrøðaR.

### Traduzione in italiano
Holmi eresse questa pietra e questo ponte (costruito) in memoria di Hæra, suo padre, huscarl di Sigrøðr.

## U 336

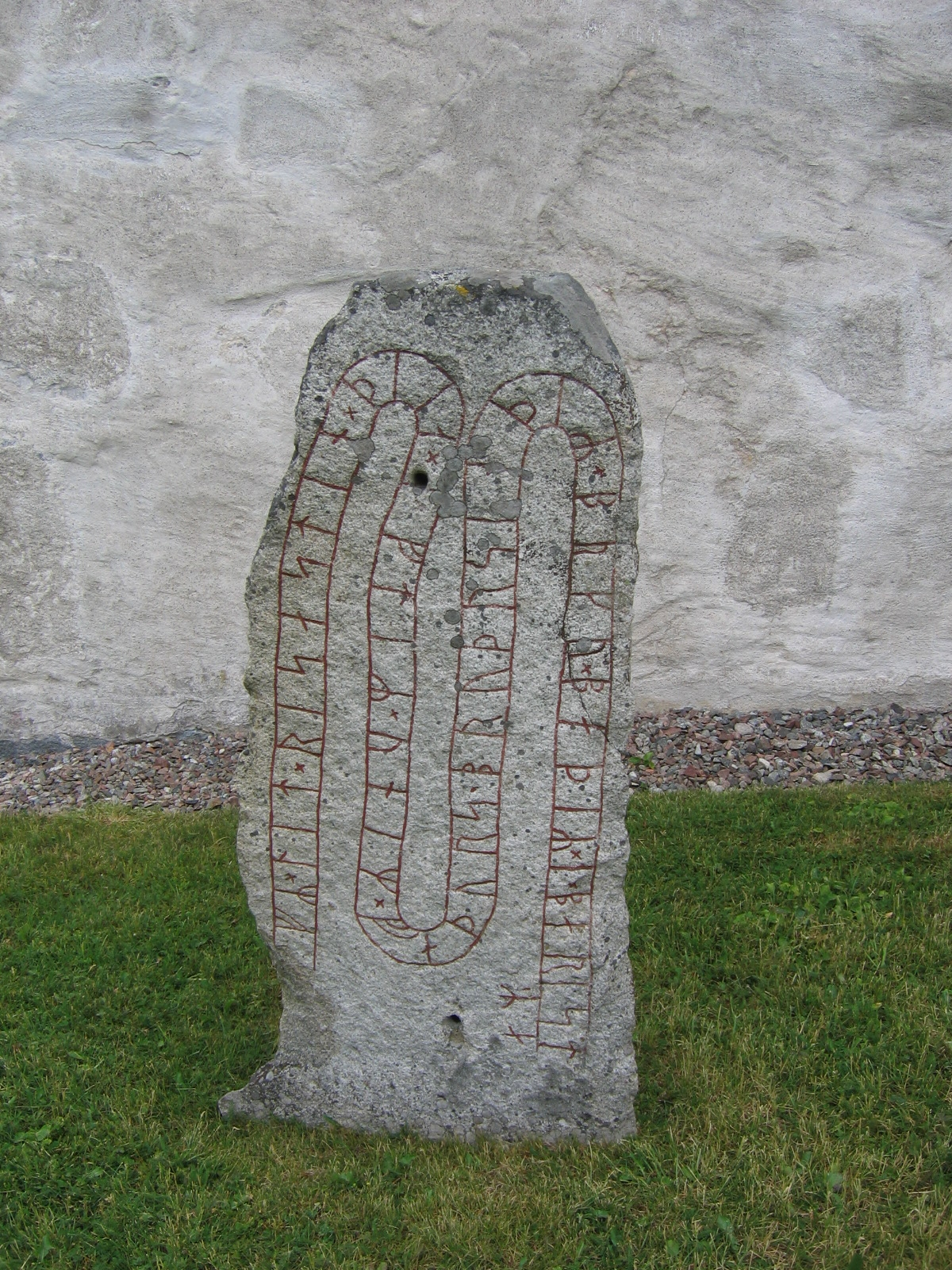
U 336.

Questa pietra runica fu eretta da Ulf di Borresta, in memoria di suo zio Ónæmr. Ulf aggiunge che entrambi vivevano a Borresta, Báristaðir in norreno.

### Traslitterazione in caratteri latini
[ul]fR × lit × risa stin × þi[n]a × iftiR × unim × faþurs×bruþr sin þiR × buku × baþiR × i × baristam

### Trascrizione in norreno
UlfR let ræisa stæin þenna æftiR Onæm, faðursbroður sinn. ÞæiR byggu baðiR i Baristam.

### Traduzione in italiano
Ulfr ha eretto questa pietra in memoria di Ónæmr, fratello di suo padre. Entrambi vivevano a Báristaðir.

## U 343

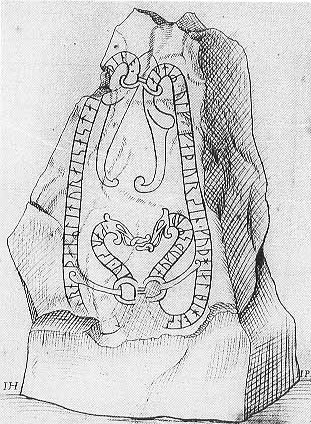
U 343.

Questo monolito formava un monumento assieme alla pietra runica U 344 descritta di seguito. Anche se è scomparsa, è inclusa qui perché dai suoi creatori fu destinata ad accompagnare U 344.

### Traslitterazione in caratteri latini
[* karsi ' uk ...-rn þaiR litu raisa stai- þino ' aftiR ' ulf ' faþur sin ' kuþ hialbi hons ... auk| |kuþs muþi]

### Trascrizione in norreno
Karsi ok ... þæiR letu ræisa stæi[n] þenna æftiR Ulf, faður sinn. Guð hialpi hans ... ok Guðs moðiR.

### Traduzione in italiano
Karsi e ... hanno eretto questa pietra in memoria di Ulfr, loro padre. Dio possa aiutare la sua ... e la madre di Dio.

## U 344

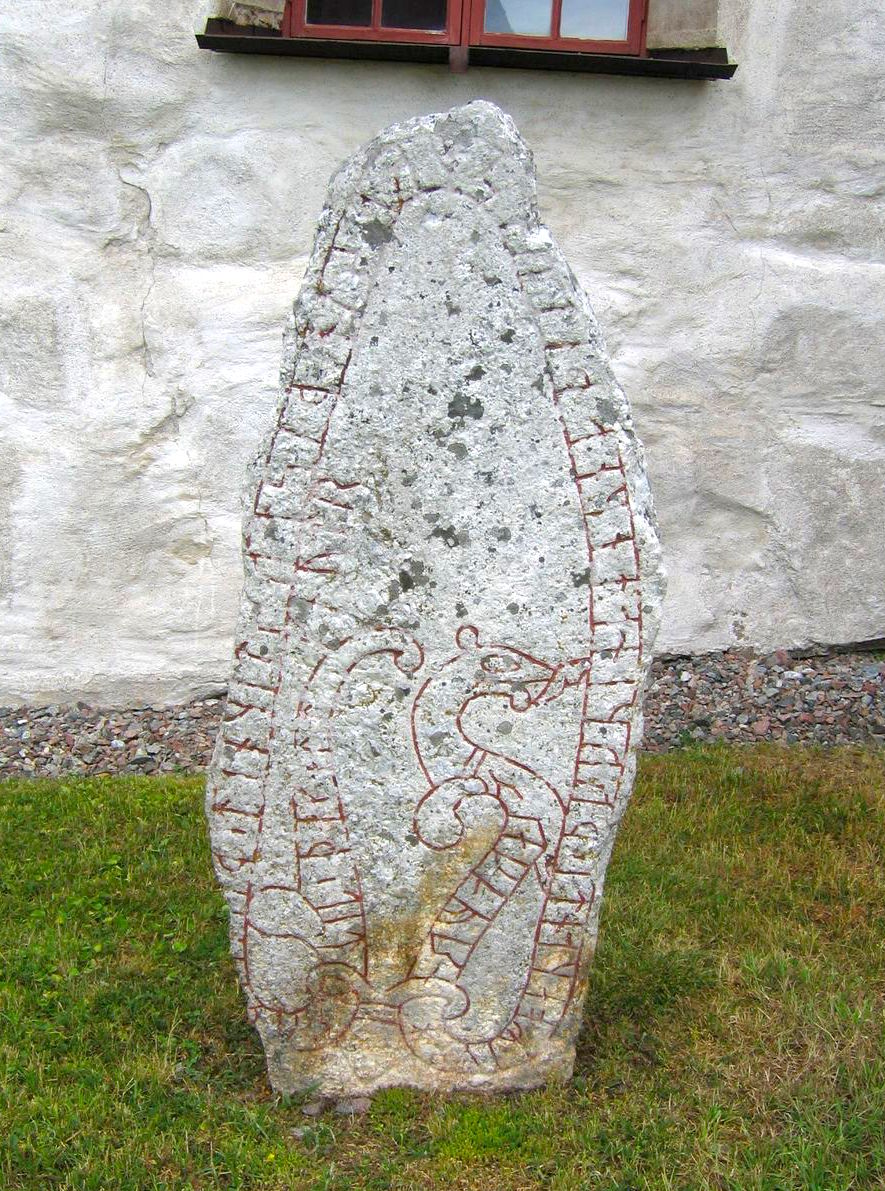
U 344.

Questa pietra runica venne rinvenuta nel 1868 da Richard Dybeck a Yttergärde, ma oggi è conservata nella chiesa di Orkesta. Le rune sono incise da destra a sinistra e con la medesima orientazione, ma l'ultima parola fuori dal nastro inciso fu scritta con la consueta orientazione sinistra-destra. Può essere datata alla prima metà dell'XI secolo sia perché venne utilizzata la runa Ansuz per i fonemi a e æ e sia perché non compaiono rune di punteggiatura.
La pietra è importante perché commemora Ulf di Borresta e i suoi tre danegeld in Inghilterra. Il primo fu al seguito di Skagul Toste, il secondo con Thorkell l'Alto e il terzo con Canuto il Grande. Poiché vi sono stati molti anni tra i danegeld, è probabile che Ulfr abbia fatto ritorno in patria dopo ogni viaggio, dove visse come un ricco magnate. Aver partecipato a tre danegeld fu una notevole prodezza e non si può riassumere la sua avventurosa vita con poche fredde parole.

### Traslitterazione in caratteri latini
in ulfr hafiR o| |onklati ' þru kialt| |takat þit uas fursta þis tusti ka-t ' þ(a) ---- (þ)urktil ' þa kalt knutr

### Trascrizione in norreno
En UlfR hafiR a Ænglandi þry giald takit. Þet vas fyrsta þet's Tosti ga[l]t. Þa [galt] Þorkætill. Þa galt Knutr.

### Traduzione in italiano
E Ulfr prese tre pagamenti in Inghilterra. Questo fu il primo che a Tosti fu pagato. Poi Þorketill fu pagato. Poi Knútr fu pagato.